# Peadar O'Donnell
Peadar O'Donnell (en gaèlic: Peadar Ó Domhnaill; 22 de febrer de 1893 - 13 de maig de 1986) va ser un escriptor i polític irlandés.

## Primers anys
Peadar O'Donnell va néixer en el si d'una família gaèlicoparlant a Dungloe, en el comtat de Donegal, al nord-oest d'Irlanda, el 1893. Va acudir al col·legi St. Patrick's de Dublín, on va ser format com a mestre. Va ensenyar a Arranmore abans de marxar a Escòcia.

## Guerra de la Independència
Pel 1919, va ser un dels líders organitzadors del Irish Transport and General Workers' Union. També va intentar, a Derry, organitzar una unitat de l'Irish Citizen Army, una milicia socialista que havia pres part en l'Alçament de Pasqua. Quan aquest projecte va fallar, O'Donnell es va unir a l'Irish Republican Army (IRA) i va romandre actiu durant la guerra de la Independència d'Irlanda, entre 1919 i 1921. Va permetre activitats de guerrilla de l'IRA a Londonderry i a Donegal.
El 1921, va esdevindre comandant de la Brigada Donegal de l'IRA. Va ser conegut com un líder fort que a vegades cometia operacions sense ordres i desafiant les directrius dels seus superiors a l'IRA.

## Guerra civil irlandesa
Després del Tractat anglo-irlandés de 1922, O'Donnell, com la resta de l'IRA, es van veure obligats a triar entre aquest acord, que deixava fora les seues esperances d'una República irlandesa, però que garantia un Estat lliure irlandés amb autogovern. O'Donnell es va oposar al Tractat, i al març de 1922 va ser triat, amb Joe McKelvey, com a representant de l'Ulster en l'executiva anti-Tractat de l'IRA. Al mes d'abril, amb altres membres de l'organització, va causar l'acció sobre l'edifici Four Courts de Dublín, que obria la guerra civil contra el govern del nou Estat lliure, la qual duraria nou mesos.
O'Donnell va escapar després del bombardeig de Four Courts, però posteriorment va ser capturat i empresonat a Mountjoy Gaol. Al final de la Guerra Civil, va participar en la massiva vaga de fam republicana, en protesta contra els empresonaments dels membres de l'IRA anti-Tractat. La seua acció va durar 41 dies.

## Marxisme
A diferència de molts altres republicans irlandesos contemporanis, O'Donnell no va veure en la causa republicana només en termes nacionalistes. També va advocar per una revolució social en una Irlanda independent, considerant-se seguidor de James Connolly, el republicà socialista irlandés executat pel seu paper a l'Alçament de Pasqua. El perïode 1919-1923 havia estat més procliu a les reivindicacions socials a l'illa, incloent ocupacions de terres i de fàbriques per treballadors.
O'Donnell creia que l'IRA havia d'adoptar les causes d'aquests grups i donar-los suport, amb re-distribució de terres i drets laborals. Va assenyalar la manca de suport entre la població civil irlandesa respecte als republicans anti-Tractat a causa de la seua manca d'un programa social.

## Post-Guerra Civil
En 1923, mentre roman empresonat, és triat Teachta Dála pel comtat de Donegal com a representant del Sinn Féin. En 1924, alliberat de l'internament, esdevé membre executiu de l'IRA Army Council. Posteriorment, funda organitzacions d'esquerra, com l'Irish Working Farmers' Committee, el qual envia representants a la Unió Soviètica i al Profintern; o la Lliga Anti-Tribut, la qual protesta per les anualitats que es paguen al govern britànic. També funda un partit socialista de curta durada, el Saor Éire.
A més a més, O'Donnell i l'IRA entren en conflicte amb els seus antics enemics de la Guerra Civil. Éamon de Valera arriba al poder a Irlanda el 1932 i legalitza l'IRA. O'Donnell anuncia que "no hi haurà lliure expressió per a traïdors", referint-se al Cumann na nGaedhael, el partit de l'Estat Lliure. Els homes d'O'Donnell ataquen els encontres polítics d'aquesta organització, i en resposta, funden els "samarretes blaves", un grup semi-feixista per a enfrontar-se a l'IRA. Es registra un augment de la violència al carrer, amb la qual tant els "samarretes blaves" com l'IRA són il·legalitzats.

## Guerra Civil Espanyola
O'Donnell es va unir a les milícies populars el 1936, durant la Guerra Civil espanyola. Al seu retorn a Irlanda, va encoratjar altres republicans a lluitar amb la República Espanyola. Molts d'ells, de les files de l'IRA, van formar la columna Connolly dins les Brigades Internacionals.
Aquesta acció va ser impopular al seu país, on l'església catòlica va donar un fort suport al dictador Francisco Franco. O'Donnell va remarcar que els bisbes havien condemnat els anti-Tractat per oposar-se a un règim democràtic, tal com tornaven a fer ara amb l'afer espanyol. Un antic company d'O'Donnell, Eoin O'Duffy, combatria amb el bàndol franquista.

## Escrits
Després de la dècada dels 40, O'Donnell va enfocar el seu treball més cap a la cultura en lloc de la política. Publica la seua primera novel·la, Storm, el 1925. Seria seguida per Islanders (1928), Adrigool (1929), The Knife (1930) i On the Edge of the Stream (1934). Durant la seua estada a Espanya va publicar Salud! An Irishman in Spain (1937).
Passada la Segona Guerra Mundial, va editar The Bell, un diari literari irlandés. Altres llibres serien The Big Window (1955) i Proud Island (1975). Va publicar la seua autobiografia en dos volums: The Gates Flew Open (1932) i There Will be Another Day (1963).
Islanders i Adrigoole van ser traduïdes a gaèlic per Seosamh Mac Grianna.